# Damen Stan Patrol
Damen Stan Patrol je označení rodiny hlídkových lodí nizozemské loděnice Damen Group.

## Plavidla řady Damen Stan Patrol 1000
| Země                      | Verze   | Obrázek | Počet kusů                                                                                         | Zařazeny  | Poznámka |
| ------------------------- | ------- | ------- | -------------------------------------------------------------------------------------------------- | --------- | -------- |
| Libye – pobřežní stráž    | 1605    |         | Burdi (217) Sloug (227) Besher (237) Izreg (247) Libda (257) Talil (267) Tukra (277) Qaminis (287) | 2012–2013 | [ 2 ]    |
| Nigérie – C&I Leasing Plc | 1605    |         | Helez Eluzai Helam Eran                                                                            | 2016      | [ 2 ]    |
| Nizozemsko – policie      | 1800    | P66     | P22 P23 P27 P31 P37 P46 P57 P58 P59 P64 P66 P84                                                    |           |          |
| Pákistán – finanční stráž | 1605FRP |         | 2                                                                                                  | 2018      |          |

## Plavidla řady Damen Stan Patrol 2000
| Země                                        | Verze | Obrázek                | Počet kusů | Zařazeny  | Poznámka                                                      |
| ------------------------------------------- | ----- | ---------------------- | --- | --------- | ------------------------------------------------------------- |
| Belgie – policie                            | 2706  | SPN-09                 | SPN-09 | 2006      |                                                               |
| Ekvádor – pobřežní stráž                    | 2606  |                        | Isla Santa Cruz (LG-44, ex LG-43) Isla Marchena (LG-45, ex LG-42) Isla Pinta (LG-46, ex LG-44) Isla Baltra (LG-47, ex LG-45) | 2013–2015 | Isla Santa Cruz se potopila u Salinas v noci 26. května 2024. |
| Montserrat – policie                        | 2205  |                        | Heliconia Star | 2018      |                                                               |
| Nizozemsko – policie                        | 2005  | P97                    | P64 P66 P93 P94 P95 P96 P97 P98 P99                                                                                          |           | Dodávky od roku 2020.                                         |
| Nizozemsko – policie                        | 2100  | P92                    | P82 P92 |           |                                                               |
| Nizozemsko – policie                        | 2505  | P85                    | P85 P86 P87 |           |                                                               |
| Nizozemsko – policie                        | 2506  | P44                    | P41 P42 P44 |           | Dodávky od roku 2019.                                         |
| Nizozemsko – policie                        | 2706  | P42                    | P41 P42 P44 P48 P49 |           |                                                               |
| USA – pobřežní stráž Třída Marine Protector | 2600  | Třídy Marine Protector | 73 |           |                                                               |
| Venezuela – pobřežní stráž                  | 2606  | Alcaraván (PG-53)      | Págalo (PG-51) Caricare (PG-52) Alcaraván (PG-53) Guanare (PG-54) Arpía (PG-55) Guaco (PG-56)                                | 2008–     | [ 6 ]                                                         |

## Plavidla řady Damen Stan Patrol 3000
| Země                                                        | Verze           | Obrázek                    | Počet kusů                                                            | Zařazeny  | Poznámka                                    |
| ----------------------------------------------------------- | --------------- | -------------------------- | --------------------------------------------------------------------- | --------- | ------------------------------------------- |
| Bahamské královské námořnictvo                              | 3007            | Bahamská plavidla SPa 3007 | Lignum Vitae (P301) Cascarilla (P302) Kamalamee (P303) Madeira (P304) | 2016–2018 |                                             |
| Nigérie – Homeland Integrated Offshore Services Ltd (HIOSL) | FCS 3307 Patrol |                            | Guardian 1–14                                                         |           | Objednány v březnu 2015, 2017, 2019 a 2024. |
| Portugalsko – Republikánská národní garda                   | 3307            |                            | Bojador (PO1)                                                         | 2021      |                                             |

## Plavidla řady Damen Stan Patrol 4000
| Země                                                                                    | Verze           | Obrázek                            | Počet kusů | Zařazeny   | Poznámka                                                                                       |
| --------------------------------------------------------------------------------------- | --------------- | ---------------------------------- | --- | ---------- | ---------------------------------------------------------------------------------------------- |
| Albánie – pobřežní stráž                                                                | 4207            | Iliria (P 131)                     | Iliria (P-131) Oriku (P-132) Lisus (P-133) Butrinti (P-134) | 2007       |                                                                                                |
| Bahamské královské námořnictvo                                                          | 4207            | Rolly Gray (P424)                  | Arthur Dion Hannah (P421) Durward Knowles (P422) Leon Livingstone Smith (P423) Rolly Gray (P424) | 2014–2015  |                                                                                                |
| Barbados – pobřežní stráž                                                               | 4207            |                                    | Leonard C. Banfield (P02) Rudyard Lewis (P03) | 2007       |                                                                                                |
| Bulharsko – hraniční policie                                                            | 4207            | Obzor                              | Obzor (525) | 2010       |                                                                                                |
| Honduras – pobřežní stráž                                                               | 4207            | Lempira (FNH-1401)                 | Lempira (FNH-1401) Gral. Fco. Morazán (FNH-1402) | 2013       |                                                                                                |
| Jamajka – pobřežní stráž                                                                | 4207            | Stan 4207                          | HMJS Cornwall (421) HMJS Middlesex (422) HMJS Surrey (423) HMJS Samuel Sharpe (424, ex HMJS Cornwall) HMJS George William Gordon (425, ex HMJS Middlesex) HMJS Alexander Bustamante (426) HMJS Norman Manley (427) | 2005–2023  | 421–423 vyřazeny 8. listopadu 2016, vráceny loděnici, poslední dvě od roku 2017.               |
| Jihoafrická republika                                                                   | 4708            | Lillian Ngoyi                      | Lillian Ngoyi Ruth First Victoria Mxenge | 2004–2005  |                                                                                                |
| Kanada – Kanadská pobřežní stráž Třída Hero                                             | 4207            | Private Robertson V.C.             | CCGS Private Robertson V.C. CCGS Corporal Kaeble V.C. CCGS Corporal Teather C.V. CCGS Constable Carrière CCGS G. Peddle CCGS Corporal McLaren M.M.V. CCGS A. LeBlanc CCGS M. Charles CCGS Captain Goddard M.S.M.   | 2012–      |                                                                                                |
| Mexické námořnictvo Třída Tenochtitlan                                                  | 4207            | Stan 4207                          | Tenochtitlan (PC-331) Teotihuacan (PC-332) Palenque (PC-333) Mitla (PC-334) Uxmal (PC-335) Taijin (PC-336) Tulum (PC-337) Monte Albán (PC-338) Bonampak (PC-339) Chichen Itzá (PC-340)                             | 2014–2015  |                                                                                                |
| Nigerijské námořnictvo                                                                  | FCS 4008 Patrol |                                    | Ikenne (P269) Kano (P270) | 2021       |                                                                                                |
| Nikaragujské námořnictvo                                                                | 4207            |                                    | Soberanía I (409) Soberanía II (411) | 2019       | Čluny byly do roku 2016 provozovány Jamajkou.                                                  |
| Nizozemsko – pobřežní stráž                                                             | 4207            | Visarend                           | Visarend Zeearend |            |                                                                                                |
| Karibské Nizozemsko, Aruba, Curaçao & Sint Maarten – Nizozemská karibská pobřežní stráž | 4100            | Jaguar                             | Jaguar (P810) Panter (P811) Poema (P812) |            |                                                                                                |
| Rumunsko – pobřežní stráž                                                               | FCS 4008 Patrol |                                    | MAI 1106 MAI 1107 | leden 2023 |                                                                                                |
| USA – pobřežní stráž Třída Sentinel                                                     | 4708            | USCGC Bernard C. Webber (WPC-1101) | 67 (objednáno) |            |                                                                                                |
| Spojené království – Pohraniční stráže                                                  | 4207            | HMC Valiant                        | HMC Seeker HMC Searcher HMC Vigilant HMC Valiant | 2001       |                                                                                                |
| Surinamské námořnictvo                                                                  | FCS 4008 Patrol |                                    | RSS Barracuda (P501) | 2024       |                                                                                                |
| Svatý Vincenc a Grenadiny – pobřežní stráž                                              | 4207            |                                    | Capt. Hugh Mulzac (SVG 01) | 2019       | Člun byly do roku 2016 provozovány Jamajkou.                                                   |
| Venezuela – pobřežní stráž                                                              | 4207            | Fernando Gomez Saa                 | Fernando Gómez de Saa (PG-61) Agustín Armario (PG-62) |            | Objednalo 6 jednotek pro venezuelskou pobřežní stráž, ale pouze první 2 jednotky byly předány. |
| Vietnam – námořní správa                                                                | 4100            |                                    | SAR 411 SAR 412 SAR 413 |            |                                                                                                |
| Vietnam – pohraniční stráž                                                              | 4207            |                                    | BP 27-19-01 BP 28-19-01 BP 28-19-02 BP 29-19-01 |            |                                                                                                |

## Plavidla řady Damen Stan Patrol 5000
| Země                                              | Verze           | Obrázek                      | Počet kusů | Zařazeny      | Poznámka                                                                           |
| ------------------------------------------------- | --------------- | ---------------------------- | --- | ------------- | ---------------------------------------------------------------------------------- |
| Džibutské námořnictvo                             | FCS 5009 Patrol | Adj. Ali M. Houmed (P22)     | Capt. Elmi Robleh (P20) Adj. Ali M. Houmed (P22)                                                                      | 2021          |                                                                                    |
| Ekvádor – pobřežní stráž                          | 5009            |                              | Isla San Cristobal (LG-30) Isla Isabela (LG-31)                                                                       | 2017          | objednány v roce 2014                                                              |
| Falklandy – Larus Dominicanus                     | 5009            | FPV Lilibet                  | FPV Lilibet | duben 2023    |                                                                                    |
| Itálie – Guardia di Finanza                       | 5509            | Monte Sperone e Monte Cimone | Monte Sperone (P01) Monte Cimone (P02)                                                                                |               | objednány v roce 2013                                                              |
| Jamajka – pobřežní stráž                          | FCS 5009 Patrol | HMJS Nanny Of The Maroons    | HMJS Nanny Of The Maroons (501) HMJS Marcus Garvey (502)                                                              | 2020–2024     |                                                                                    |
| Kapverdy – pobřežní stráž                         | 5009            | Guardião                     | Guardião (P511) | leden 2012    |                                                                                    |
| Mexické námořnictvo                               | FCS 5009        |                              | ARM Isla María Madre (BAL 11)                                                                                         | listopad 2016 | objednána v roce 2014, sloužila jako logistická podpůrná loď mexického námořnictva |
| Nizozemsko – Fugro                                | FCS 5009 Patrol | DSS Galatea                  | DSS Galatea | červen 2025   |                                                                                    |
| Rumunsko – Generální inspekce mimořádných situací | 5009            |                              | MAI 0101 MAI 0102 |               | MAI 0101 sloužila jako hasičské plavidlo a MAI 0102 jako záchranné plavidlo.       |
| Řecko – pobřežní stráž                            | 5509            |                              | Gavdos (LS-090) | 2015          |                                                                                    |
| Sea Shepherd Conservation Society                 | 5009            |                              | Ocean Warrior | 2016          |                                                                                    |
| Spojené arabské emiráty – pobřežní stráž          | 5009            |                              | Shujaa (P5001) Misbar (P5002) Mudhafar (P5003) Yazza (P5004)                                                          | 2021          |                                                                                    |
| Trinidad a Tobago – pobřežní stráž                | 5009            | Quinam                       | 4× SPa: Speyside (CG 25) Quinam (CG 26) Moruga (CG 27) Carli Bay (CG 28) 2× FCS: Point Lisas (CG 23) Brighton (CG 24) |               | objednány v roce 2015                                                              |

## Plavidla řady Damen Stan Patrol 6000
| Země                                  | Verze | Obrázek                 | Počet kusů                                                                  | Zařazeny | Poznámka                |
| ------------------------------------- | ----- | ----------------------- | --------------------------------------------------------------------------- | -------- | ----------------------- |
| Itálie – Guardia di Finanza           | 6009  |                         | Osum (P04)                                                                  |          | objednány v roce 2020   |
| Jihoafrické námořnictvo Třída Warrior | 6211  | P1571 King Sekhukhune I | King Sekhukhune I (P1571) King Shaka Zulu (P1572) King Adam Kok III (P1573) |          | Ve stavbě od roku 2018. |